# Unterroth
Unterroth település Németországban, azon belül Bajorországban. Lakosainak száma 1119 fő (2023. december 31.). Unterroth Illertissen, Buch (Schwaben), Altenstadt (Iller), Oberroth és Kettershausen községekkel határos.

## Népesség
A település népessége az elmúlt években az alábbi módon változott:
| Lakosok száma | 569  | 936  | 811  | 833  | 984  | 1004 | 1046 | 1057 | 1139 | 1119 |
|               | 1875 | 1950 | 1975 | 1987 | 2012 | 2014 | 2016 | 2017 | 2021 | 2023 |